# Barbara Wilson
Barbara Wilson es una psicóloga, nacida en Reino Unido, que trabaja en la rehabilitación de lesiones cerebrales. En 2014 recibió el Distinguished Lifetime Contribution to Neuropsychology Award, otorgado por la Academia Nacional de Neuropsicología de los Estados Unidos a los profesionales que hayan realizado importantes contribuciones científicas, intelectuales y relacionadas con la formación en el campo de la neuropsicología.

## Trayectoria
Wilson se licenció como psicóloga clínica en 1977 y desde 1979 trabaja en Rehabilitación de Lesiones Cerebrales, primero en el Centro de Rehabilitación Rivermead en Oxford, luego en el Hospital Charing Cross de Londres y en la Facultad de Medicina de la Universidad de Southampton. Desde 1990 ha trabajado como científica sénior en la Unidad de Cognición y Ciencias del Cerebro del Consejo de Investigación Médica de Cambridge.
También es profesora visitante de Estudios de Rehabilitación en la Universidad de Southampton.
Wilson es Directora de Investigación del Centro Oliver Zangwill de Rehabilitación Neuropsicológica, que fundó en 1996 en una sociedad entre East Cambs y Fenland Primary Care Trust (anteriormente Lifespan) y el Medical Research Council.
Wilson se especializa en ayudar a las personas con lesión cerebral no progresiva a compensar las dificultades cognitivas y hacer frente a la vida cotidiana.

## Premios y reconocimientos
- Premio OBE (1998) por rehabilitación médica.
- Premio Distinguished Lifetime Contribution de la British Psychological Society .
- Premio Distinguished Lifetime Contribution de la International Neuropsychological Society (2014)

## Vida personal
Wilson está casada y tiene tres hijos.